# داني لان
داني لان (بالإنجليزية: Danny Lane)‏ هو نحات وفنان أمريكي، ولد في 27 يناير 1955 في أوربانا في الولايات المتحدة.